# Nicholas Minardos
Nicholas Minardos  (Atenas, 15 de fevereiro de 1930 - Los Angeles, 27 de agosto de 2011) foi um ator grego, naturalizado norte-americano.
Estudou na França e graduou-se na Universidade da Califórnia em Los Angeles, iniciando a carreira de ator com o nome de Nico Minardos no longa Monkey Business e ainda na década de 1950, atou em Hollywood em produções como "Holiday for Lovers", de 1959, "Twelve Hours to Kill", de 1950, entre outros; mas foi na televisão que concentrou seus trabalhos ao longo da vida. Participou de filmes e séries de TV, como "Wagon Train", The Twilight Zone, Maverick, The Flying Nun, Mission: Impossible, The A-Team, entre outras.

## Morte de Eric Fleming
Nico ero o colega de cena no momento do acidente com a canoa em que ocasionou no falecimento do ator Eric Fleming. Ambos trabalhavam num episódio intitulado "High Jungle", da série  "Off to See the Wizard".

## Caso Irã-Contras
Sua carreira foi interrompida quando seu nome foi envolvido com um dos comerciantes do Caso Irã-Contras. Efetivamente, sua participação nunca foi comprovada, porém, sua carreira foi seriamente prejudicada a ponto de perder seus imóveis e a voltar a morar na Grécia. Retornou aos Estados Unidos somente na década de 1990, mas seus trabalhos a partir deste momento, foram pequenas pontas e participações, muitas vezes sem os créditos de seu nome.